# Alycia Parksová
Alycia Parksová (nepřechýleně Parks, * 31. prosince 2000 Atlanta) je americká profesionální tenistka. Ve své dosavadní kariéře na okruhu WTA Tour vyhrála jeden singlový a dva deblové turnaje. V sérii WTA 125 přidala pět singlových a tři deblové trofeje. V rámci okruhu ITF získala jeden titul ve dvouhře a tři ve čtyřhře.
Na žebříčku WTA byla ve dvouhře nejvýše klasifikována v srpnu 2023 na 40. místě a ve čtyřhře v září téhož roku na 27. místě. Od dětství ji trénuje otec Michael Parks.

## Tenisová kariéra
V rámci hlavních soutěží událostí okruhu ITF debutovala v březnu 2017, když na turnaji v Orlandu dotovaném 15 tisíci dolary prošla kvalifikačním sítem. V úvodním kole dvouhry podlehla krajance Emině Bektasové z počátku šesté světové stovky. Premiérový titul v této úrovni tenisu vybojovala během listopadu 2020 opět v Orlandu, na turnaji s rozpočtem 25 tisíc dolarů. Vzhledem k nízkému žebříčkovému postavení, 364. příčce, musela projít kvalifikací. V singlové soutěži pak na její raketě postupně skončily Japonka Kjóka Okamurová, Argentinka Paula Ormaecheaová, Polka Katarzyna Kawaová, krajanka Jamie Loebová a ve finále další Američanka Robin Montgomeryová. V páru s Rasheedou McAdoovou navíc triumfovala i v orlandské čtyřhře.
Na okruhu WTA Tour debutovala dubnovým MUSC Health Women's Open 2021, kvůli pandemii covidu-19 dodatečně zařazeným turnajem na zelené antuce v Charlestonu. Do kvalifikace nastoupila jako náhradnice a v jejím závěru přehrála Ukrajinku Katerynu Bondarenkovou. První vítězný zápas na túře WTA dosáhla výhrou nad krajankou Grace Minovou z počátku třetí stovky klasifikace. Poté ji vyřadila nejvýše nasazená Tunisanka Ons Džabúrová.

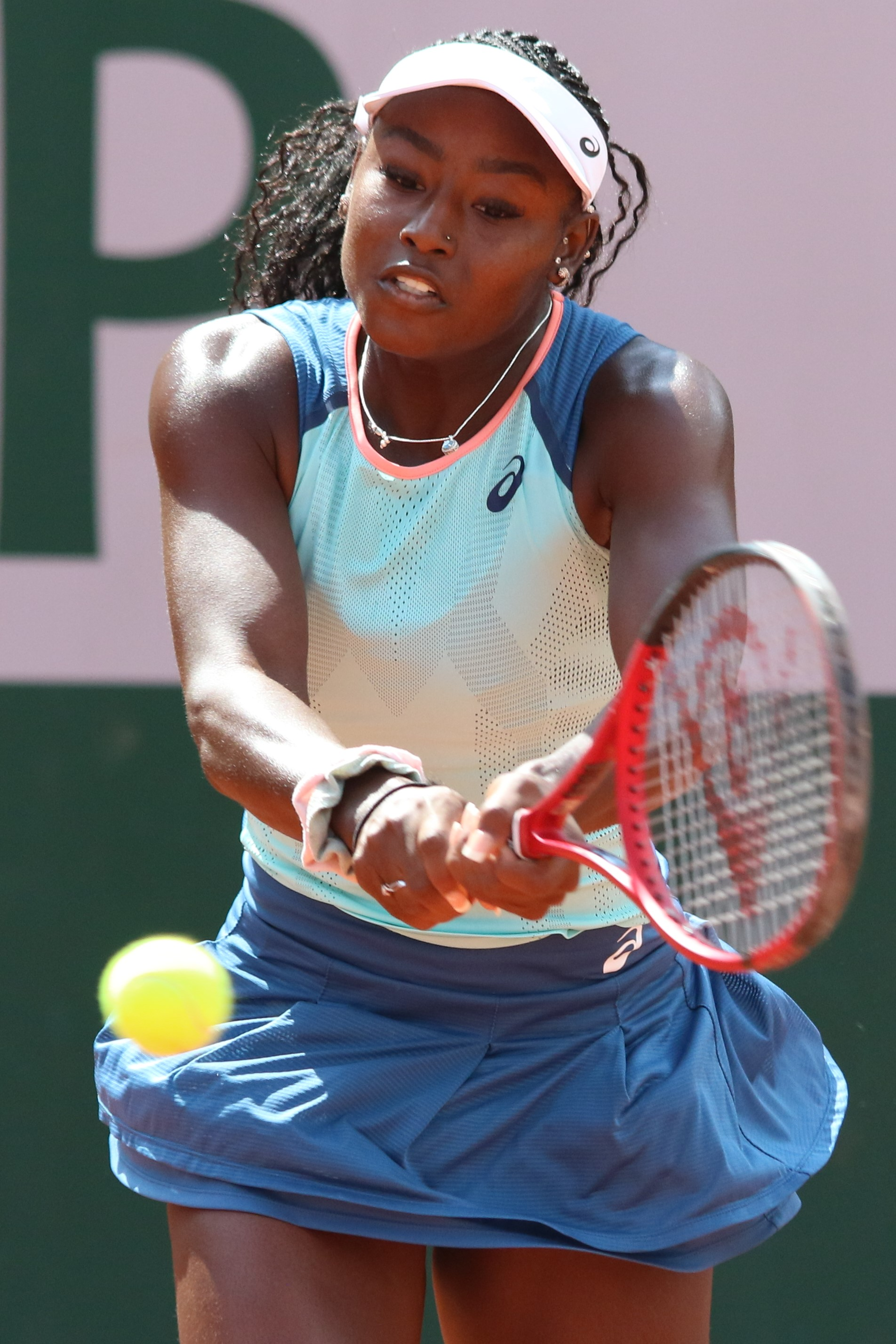
V kvalifikaci French Open 2022

Debut v hlavní soutěži nejvyšší grandslamové kategorie zaznamenala v ženském singlu US Open 2021, kam obdržela divokou kartu jako náhradnice namísto Venus Williamsové, která si zajistila přímou účast ve dvouhře. V předchozí kariéře přitom ani jednou nestartovala v grandslamové kvalifikaci. Na úvod podlehla srbské kvalifikantce a sté čtyřicáté páté hráčce světa Olze Danilovićové. Premiéru v hlavní soutěži turnaje WTA 1000 prožila na říjnovém BNP Paribas Open 2021 v Indian Wells, na kterém zvládla kvalifikaci. V prvním kole singlu však nestačila na Nizozemku Arantxu Rusovou ze sedmé desítky žebříčku. Členku elitní světové padesátky poprvé zdolala na travnatém bett1open 2022 v Berlíně, kde přehrála světovou šestačtyřicítku Čeng Čchin-wen z Číny. Poté však nenašla recept na čtvrtou tenistku klasifikace Džabúrovou.
Hráčku z první dvacítky debutově porazila na říjnovém AGEL Open 2022, ostravském turnaji v kategorii WTA 500. Po zvládnuté kvalifikaci zdolala v prvním singlovém duelu světovou devatenáctku Karolínu Plíškovou, jíž v úvodním setu uštědřila „kanára“. Jako stá čtyřicátá čtvrtá žena žebříčku se v probíhající sezóně stala čtvrtou přemožitelkou Plíškové, která figurovala mimo Top 100. Ve druhém kole za 2:44 hodiny premiérově porazila členku světové desítky, sedmou v pořadí Mariu Sakkariovou a na túře WTA poprvé postoupila do čtvrtfinále. V něm nestačila na pozdější šampionku Barboru Krejčíkovou z třetí desítky žebříčku. V ostravské čtyřhře startovala poprvé v kariéře s krajankou a úřadující finalistkou US Open Caty McNallyovou. V soutěži vyřadily tři nasazené páry, včetně turnajových trojek Alice Rosolské a Erin Routliffeové ve finále. Na túře WTA tak vybojovala premiérovou trofej. Po skončení poprvé pronikla do elitní světové stovky deblového žebříčku, když figurovala na 79. místě.

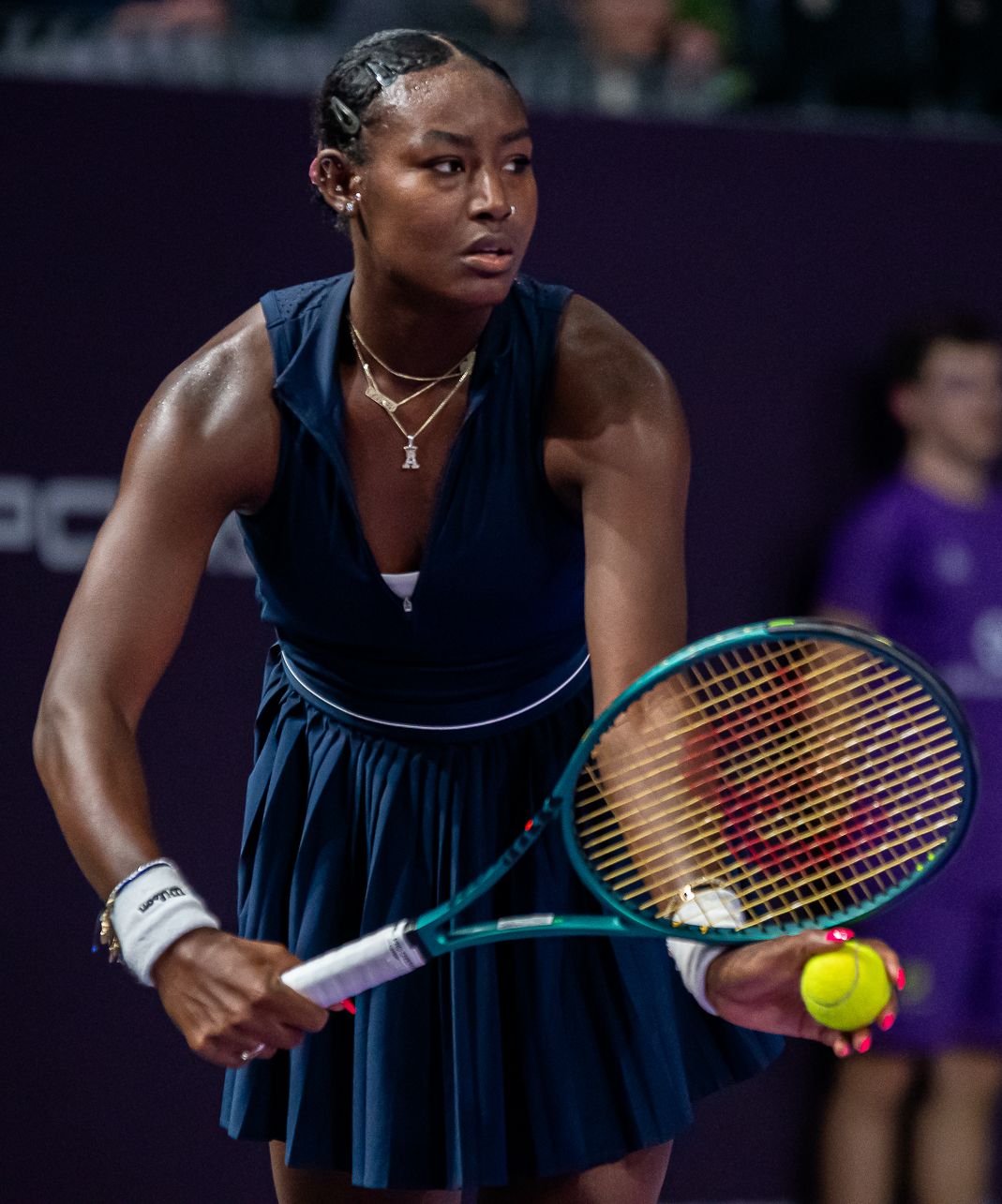
Podání na Transylvania Open 2024

Během prosince 2022 ovládla v sérii WTA 125 navazující turnaje Crèdit Andorrà Open v Andoře la Vella a Open P2I v Angers. V rozmezí tří týdnů zaznamenala výrazný žebříčkový posun ze 150. na 75. příčku, která jí poprvé patřila 12. prosince 2022. První singlovou trofej na túře WTA vybojovala na únorovém Lyon Open 2023, kde postupně vyřadila  Rakušanku Julii Grabherovou v třísetovém boji, čtvrtou nasazenou Petru Martićovou po ztrátě úvodní sady, turnajovou sedmičku Danku Kovinićovou, v semifinále Marynu Zanevskou a nakonec i francouzskou světovou pětku Caroline Garciaovou, čímž poprvé porazila členku elitní světové pětky. Z turnaje tak odjížděla se šňůrou patnácti výher v hale. Bodový zisk ji premiérově posunul na 51. místo žebříčku.

## Finále na okruhu WTA Tour
| Legenda                  |
| ------------------------ |
| D – dvouhra; Č – čtyřhra |
| Grand Slam (0)           |
| Turnaj mistryň (0)       |
| WTA 1000 (1–0 Č)         |
| WTA 500 (1–0 Č)          |
| WTA 250 (1–0 D; 0–1 Č)   |

### Dvouhra: 1 (1–0)
| Stav    | č. | datum         | turnaj        | kategorie | povrch    | soupeřka ve finále | výsledek      |
| ------- | -- | ------------- | ------------- | --------- | --------- | ------------------ | ------------- |
| Vítězka | 1. | 5. února 2023 | Lyon, Francie | WTA 250   | tvrdý (h) | Caroline Garciaová | 7–6(9–7), 7–5 |

### Čtyřhra: 3 (2–1)
| Stav       | č. | datum           | turnaj                         | kategorie | povrch    | spoluhráčka        | soupeřky ve finále                         | výsledek              |
| ---------- | -- | --------------- | ------------------------------ | --------- | --------- | ------------------ | ------------------------------------------ | --------------------- |
| Vítězka    | 1. | 9. října 2022   | Ostrava, Česko                 | WTA 500   | tvrdý (h) | Caty McNallyová    | Alicja Rosolská Erin Routliffeová          | 6–3, 6–2              |
| Finalistka | 1. | 25. června 2023 | Birmingham, Spojené království | WTA 250   | tráva     | Storm Hunterová    | Marta Kosťuková Barbora Krejčíková         | 2–6, 6–7(7–9)         |
| Vítězka    | 2. | 19. srpna 2023  | Cincinnati, Spojené státy      | WTA 1000  | tvrdý     | Taylor Townsendová | Nicole Melichar-Martinezová Ellen Perezová | 6–7(1–7), 6–4, [10–6] |

## Finále série WTA 125
| Legenda                  |
| ------------------------ |
| D – dvouhra; Č – čtyřhra |
| WTA 125 (5–1 D; 3–1 Č)   |

### Dvouhra: 6 (5–1)
| Stav       | č. | datum         | turnaj                    | povrch    | soupeřka ve finále    | výsledek           |
| ---------- | -- | ------------- | ------------------------- | --------- | --------------------- | ------------------ |
| Vítězka    | 1. | prosinec 2022 | Andorra la Vella, Andorra | tvrdý (h) | Rebecca Petersonová   | 6–1, 6–4           |
| Vítězka    | 2. | prosinec 2022 | Angers, Francie           | tvrdý (h) | Anna-Lena Friedsamová | 6–4, 4–6, 6–4      |
| Vítězka    | 3. | červen 2024   | Gaiba, Itálie             | tráva     | Bernarda Peraová      | 6–4, 6–1           |
| Vítězka    | 4. | červenec 2024 | Varšava, Polsko           | tvrdý     | Maya Jointová         | 4–6, 6–3, 6–3      |
| Finalistka | 1. | listopad 2024 | Midland, Spojené státy    | tvrdý (h) | Rebecca Marinová      | 2–6, 1–6           |
| Vítězka    | 5. | prosinec 2024 | Angers, Francie (2)       | tvrdý (h) | Belinda Bencicová     | 7–6(7–4), 3–6, 6–0 |

### Čtyřhra: 4 (3–1)
| Stav       | č. | datum         | turnaj                 | povrch    | spoluhráčka        | soupeřky ve finále                      | výsledek               |
| ---------- | -- | ------------- | ---------------------- | --------- | ------------------ | --------------------------------------- | ---------------------- |
| Vítězka    | 1. | listopad 2022 | Midland, Spojené státy | tvrdý (h) | Asia Muhammadová   | Anna-Lena Friedsamová Nadija Kičenoková | 6–2, 6–3               |
| Vítězka    | 2. | prosinec 2022 | Angers, Francie        | tvrdý (h) | Čang Šuaj          | Miriam Kolodziejová Markéta Vondroušová | 6–2, 6–2               |
| Finalistka | 1. | květen 2023   | Paříž, Francie         | antuka    | Nadija Kičenoková  | Anna Danilinová Věra Zvonarevová        | 7–5, 6–7(2–7), [12–14] |
| Vítězka    | 3. | červen 2024   | Gaiba, Itálie          | tráva     | Hailey Baptisteová | Miriam Kolodziejová Anna Sisková        | 7–6(7–4), 6–2          |

## Tituly na okruhu ITF
| Legenda         | Legenda         |
| --------------- | --------------- |
| Turnaje W100    | Turnaje W80     |
| Turnaje W75/W60 | Turnaje W50     |
| Turnaje W35/W25 | Turnaje W15/W10 |

### Dvouhra (1 titul)
| Č. | datum         | turnaj                 | kategorie | povrch | poražená finalistka | výsledek      |
| -- | ------------- | ---------------------- | --------- | ------ | ------------------- | ------------- |
| 1. | listopad 2020 | Orlando, Spojené státy | W25       | tvrdý  | Robin Montgomeryová | 3–6, 6–4, 6–2 |

### Čtyřhra (3 tituly)
| Č. | datum         | turnaj                    | kategorie | povrch | spoluhráčka           | poražené finalistky                | výsledek         |
| -- | ------------- | ------------------------- | --------- | ------ | --------------------- | ---------------------------------- | ---------------- |
| 1. | listopad 2020 | Orlando, Spojené státy    | W25       | tvrdý  | Rasheeda McAdoová     | Jamie Loebová Erin Routliffeová    | 4–6, 6–1, [11–9] |
| 2. | leden 2022    | Bendigo, Austrálie        | W60       | tvrdý  | Fernanda Contrerasová | Alison Baiová Alana Parnabyová     | 6–3, 6–1         |
| 3. | červenec 2022 | Charleston, Spojené státy | W100      | antuka | Sachia Vickeryová     | Tímea Babosová Marcela Zacaríasová | 6–4, 5–7, [10–5] |